# Басё
Басё (яп. 松尾芭蕉; Мацуо Басё, Мацуо Дзинситиро, XXI год Канъэй (1644), Уэно, провинция Ига — 12 октября VII года Гэнроку (28 ноября 1694), Осака, провинция Сэтцу) — японский поэт, теоретик стиха, сыгравший большую роль в становлении поэтического жанра хайку.
Происходил из самурайской семьи. Начал изучать поэзию в 1664 году в Киото. В 1672 году поступил на государственную службу в городе Эдо, позже преподавал поэзию. Известность Басё принесло его мастерство в жанре комического рэнга, но основной его заслугой стал вклад в жанр и эстетику хайку. Он превратил чисто комический жанр в ведущий лирический, основанный на пейзажной лирике, вложил в него философское содержание.
Единство его образной системы, выразительных средств, его художественное своеобразие характеризуют изящная простота, ассоциативность, гармония прекрасного, глубина постижения гармонии мира. В 1680-е годы Басё под влиянием дзэн-буддизма использовал в творчестве принцип «озарения».
Басё после себя оставил 7 антологий, в создании которых принимали участие и его ученики: «Зимние дни» (1684), «Весенние дни» (1686), «Заглохшее поле» (1689), «Тыква-горлянка» (1690), «Соломенный плащ обезьяны» (книга 1-я, 1691, книга 2-я, 1698), «Мешок угля» (1694), лирические дневники, предисловия к книгам и стихам, письма, содержащие суждения об искусстве и творческом процессе в поэзии. Путевые лирические дневники содержат описания пейзажей, встреч, исторических событий. В них включены собственные стихи и цитаты из произведений выдающихся поэтов. Лучшим из них считается «По тропинкам Севера» («Окуно хосомити», 1689).
Поэзия и эстетика Басё существенно повлияли на японскую литературу того времени, «стиль Басё» определил развитие японской поэзии почти на 200 лет.

## Биография
Басё родился в провинции Ига (нынешний город Ига префектуры Миэ), точный день и месяц не известны. Насчёт места рождения есть две теории: теория Акасаки (нынешний город Ига бывший город Уэно, деревня Акасака) и теория Цугэ (нынешний город Ига деревня Цугэ). Это связано с тем, что неизвестно, когда именно семья Басё переехала из Цугэ в Акасаку до или после рождения Басё. Он родился в небогатой семье самурая Мацуо Ёдзаэмона (яп. 松尾与左衛門). Басё был третьим ребёнком и вторым сыном в семье, помимо старшего брата у него было четыре сестры: одна старшая и три младшие. Отец Басё умер, когда ему было 13 лет (1656 год). В разные годы Басё носил имя Кинсаку (金作), Хансити, Тоситиро, Тюуэмон (忠右衛門), Дзинситиро (甚七郎). Басё (芭蕉) — литературный псевдоним, в переводе означающий «банановое дерево».
Отец и старший брат будущего поэта преподавали каллиграфию при дворах более обеспеченных самураев, и уже дома он получил хорошее образование. В юности увлекался китайскими поэтами, такими как Ду Фу (в те времена книги уже были доступны даже дворянам средней руки). С 1664 года в Киото изучал поэзию.
Был в услужении у знатного и богатого самурая Тодо Ёситады (藤堂良忠, 1642—1666), с которым он разделял увлечение жанром хайкай — популярной японской формой совместного поэтического творчества. В 1665 году Ёситада и Басё с несколькими знакомыми сочинили стострофный хайкай. Внезапная смерть Ёситады в 1666 году положила конец спокойной жизни Басё, и в конце концов он покинул дом. Добравшись до Эдо (ныне Токио), с 1672 года он состоял здесь на государственной службе. Жизнь чиновника, однако, оказалась для него невыносимой, он ушёл со службы и стал учителем поэзии.
Считается, что Басё был стройным человеком небольшого роста, с тонкими изящными чертами лица, густыми бровями и выступающим носом. Как это принято у буддистов, он брил голову. Здоровье у него было слабое, всю жизнь он страдал расстройством желудка. По письмам поэта можно предположить, что он был человеком спокойным, умеренным, необычайно заботливым, щедрым и верным по отношению к родным и друзьям. Несмотря на то, что всю жизнь он страдал от нищеты, Басё, как истинный философ-буддист, почти не уделял внимания этому обстоятельству.
В Эдо Басё обитал в простой хижине, подаренной ему одним из учеников. Возле дома он своими руками посадил банан. Считается, что именно он дал псевдоним поэту «банан» (яп. 芭蕉 басё:). Банановая пальма неоднократно упоминается в произведениях Басё:
* * *
Я банан посадил —
И теперь противны мне стали
Ростки бурьяна…
* * *
Как стонет от ветра банан,
Как падают капли в кадку,
Я слышу всю ночь напролёт.
Перевод Веры Марковой

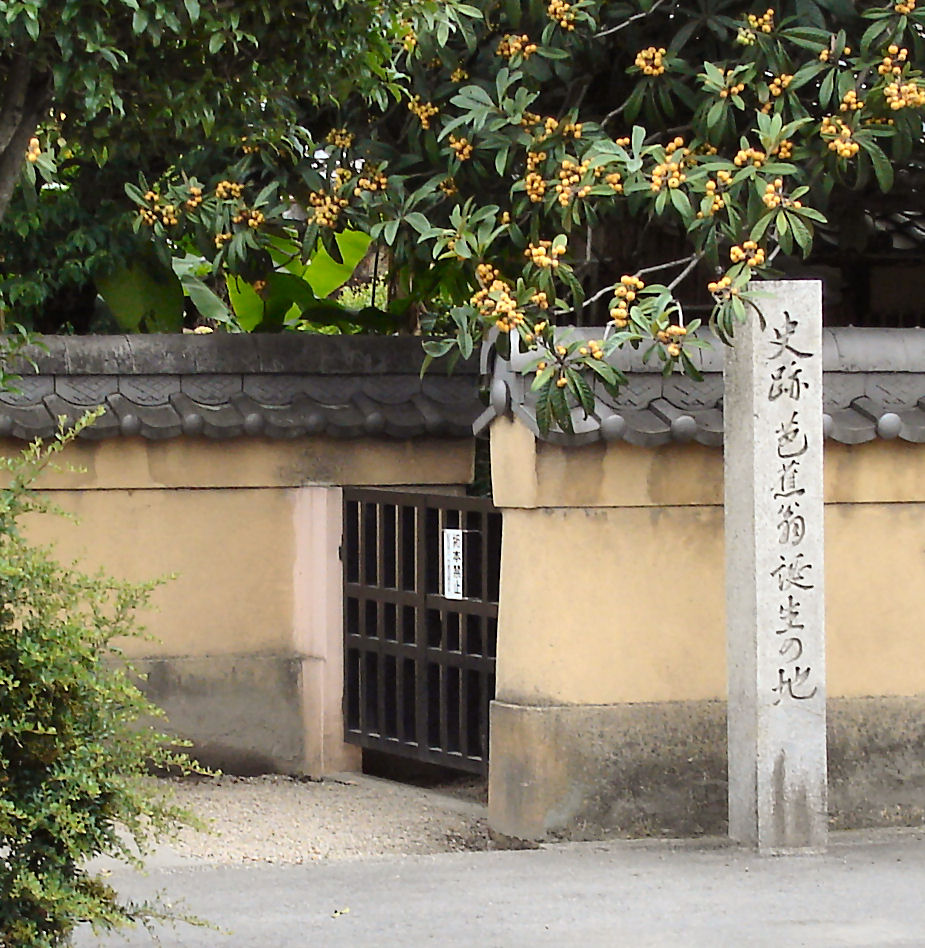
Предполагаемое место рождения Басё в провинции Ига

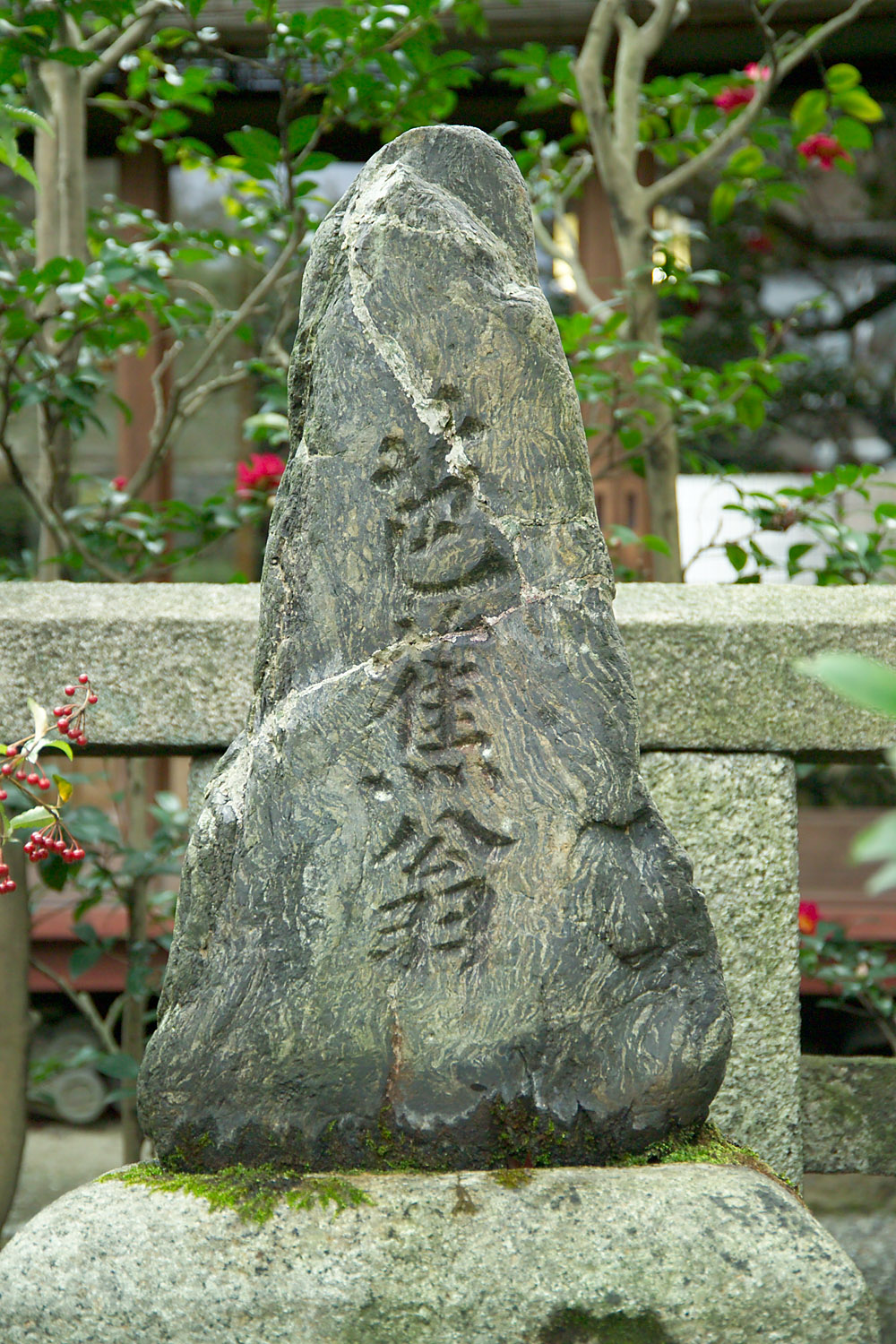
Могила Басё в Оцу (префектура Сига) в Японии

Зимой 1682 года сёгунская столица Эдо в очередной раз стала жертвой крупного пожара. Этот пожар погубил «Обитель бананового листа» — жилище поэта, и сам Басё чуть не погиб в пламени. Поэт сильно переживал утрату дома. После короткого пребывания в провинции Каи он вернулся в Эдо, где с помощью учеников построил в сентябре 1683 года новую хижину и снова посадил банан.
* * *
Парящих жаворонков выше
Я в небе отдохнуть присел —
На самом гребне перевала.
Перевод Веры Марковой
После потери жилища Басё уже редко хочется оставаться на одном месте долгое время. Он путешествует в одиночестве, реже — с одним или двумя самыми близкими учениками, в которых у поэта недостатка не было. Его мало волнует похожесть на обычного нищего, странствующего в поисках хлеба насущного. В возрасте сорока лет в августе 1684 года в сопровождении своего ученика Тири он отправляется в своё первое путешествие. В те времена путешествовать по Японии было очень трудно. Многочисленные заставы и бесконечные проверки паспортов причиняли путникам немало хлопот. Его дорожное одеяние было таким: большая плетёная шляпа (которые обычно носили священники) и светло-коричневый хлопчатобумажный плащ, на шее висела сума, а в руке посох и чётки со ста восемью бусинами. В сумке лежали две-три китайские и японские антологии, флейта и крохотный деревянный гонг.
После многодневного путешествия по главному тракту Токайдо Басё и его спутник прибыли в провинцию Исэ, где поклонились храмовому комплексу Исэ дайдзингу, посвящённому синтоистской богине Солнца Аматэрасу Омиками. В сентябре они оказались на родине Басё, в Уэно, где поэт повидал брата и узнал о смерти родителей. Затем Тири вернулся домой, а Басё после странствий по провинциям Ямато, Мино и Овари опять прибывает в Уэно, где встречает новый год, и снова путешествует по провинциям Ямато, Ямасиро, Оми, Овари и Каи и в апреле возвращается в свою обитель. Путешествие Басё служило и распространению его стиля, ибо везде поэты и аристократы приглашали его к себе в гости. Хрупкое здоровье Басё заставило поволноваться его поклонников и учеников, и они облегчённо вздохнули, когда он вернулся домой.
До конца своей жизни Басё путешествовал, черпая силы в красотах природы. Его поклонники ходили за ним толпами, повсюду его встречали ряды почитателей — крестьян и самураев. Его путешествия и его гений дали новый расцвет ещё одному прозаическому жанру — жанру путевых дневников, зародившемуся ещё в X веке. Лучшим дневником Басё считается «Оку но хосомити» («По тропинкам севера»). В нём описывается самое продолжительное путешествие Басё вместе с его учеником по имени Сора, начавшееся в марте 1689 года и продолжавшееся сто шестьдесят дней. В 1691 году он снова отправился в Киото, тремя годами позже опять посетил родной край, а затем пришёл в Осаку. Это путешествие оказалось для него последним. Басё скончался 28 ноября 1694 года в Осаке.

## Поэзия
Известность Басё принесло его мастерство в жанре комического рэнга, но основной его заслугой стал вклад в жанр и эстетику хайку. Он превратил чисто комический жанр в ведущий лирический, основанный на пейзажной лирике, вложил в него философское содержание.
Единство его образной системы, выразительных средств, его художественное своеобразие характеризуют изящная простота, ассоциативность, гармония прекрасного, глубина постижения гармонии мира. В 1680-е годы Басё, под влиянием дзэн-буддизма, использовал в творчестве принцип «озарения».
Басё после себя оставил семь антологий, в создании которых принимали участие и его ученики: «Зимние дни» (1684), «Весенние дни» (1686), «Заглохшее поле» (1689), «Тыква-горлянка» (1690), «Соломенный плащ обезьяны» (книга 1-я, 1691, книга 2-я, 1698), «Мешок угля» (1694), лирические дневники, предисловия к книгам и стихам, письма, содержащие суждения об искусстве и творческом процессе в поэзии. Путевые лирические дневники содержат описания пейзажей, встреч, исторических событий. В них включены собственные стихи и цитаты из произведений выдающихся поэтов. Лучшим из них считается «По тропинкам Севера» («Окуно хосомити», 1689). Поэзия и эстетика Басё существенно повлияли на японскую литературу того времени, «стиль Басё» определил развитие японской поэзии почти на 200 лет.
Рассказ о своём путешествии по Японии Басё озаглавил «Обветренные путевые заметки». После года спокойного размышления в своей хижине, в 1687 году, Басё издаёт сборник стихов «Весенние дни» (яп. 春の日 хару но хи) — себя и своих учеников, где мир увидел самое великое стихотворение поэта — «Старый пруд». Это веха в истории японской поэзии. Вот что писал об этом стихотворении Ямагути Моити в своём исследовании «Импрессионизм как господствующее направление японской поэзии»: «Европеец не мог понять, в чём тут не только красота, но даже и вообще какой-либо смысл, и был удивлён, что японцы могут восхищаться подобными вещами. Между тем, когда японец слышит это стихотворение, то его воображение мгновенно переносится к древнему буддийскому храму, окружённому вековыми деревьями, вдали от города, куда совершенно не доносится шум людской. При этом храме обыкновенно имеется небольшой пруд, который, в свою очередь, быть может, имеет свою легенду. И вот при наступлении сумерек летом выходит буддийский отшельник, только что оторвавшийся от своих священных книг, и подходит задумчивыми шагами к этому пруду. Вокруг всё тихо, так тихо, что слышно даже, как прыгнула в воду лягушка…»
| 古池や 蛙飛び込む 水の音 | фуру икэ я кавадзу тобикому мидзу но ото | Старый пруд! Прыгнула лягушка. Всплеск воды. Перевод Т. П. Григорьевой |

Не только полная безупречность этого стихотворения с точки зрения многочисленных предписаний этой лаконичной формы поэзии (хотя Басё никогда не боялся нарушать их), но и глубокий смысл, квинтэссенция красоты Природы, спокойствия и гармонии души поэта и окружающего мира, заставляют считать это хайку великим произведением искусства.
Басё не очень любил традиционный приём марукэкатомбо, поиск скрытых смыслов. Считается, что Басё выразил в этом стихотворении принцип моно-но аварэ — «грустного очарования».
В простоте образов кроется истинная красота, считал Басё, и говорил своим ученикам, что стремится к стихам, «мелким, как река Сунагава».

## Философские и эстетические принципы поэзии Басё
Глубокое влияние на японское искусство оказала школа буддизма дзэн, пришедшая в Японию из Китая. Принципы дзэн вошли в практику искусств, став их основой, сформировав характерный стиль японского творчества, отличавшийся краткостью, отрешённостью и тонким восприятием красоты. Именно дзэн, определивший мироощущение художника, позволил Басё превратить появившееся литературное направление «хайкай» (букв. «комическое») в уникальное явление, способ мировосприятия, при котором творчество способно эстетически совершенно отразить красоту окружающего мира и показать в нём человека без использования сложных конструкций, минимальными средствами, с точностью необходимой и достаточной для поставленной задачи.
Анализ творческого наследия поэта и писателя позволяет выделить несколько базовых философско-эстетических принципов дзэн, которым следовал Басё, которые определяли его взгляды на искусство. Одним из таковых является понятие «вечное одиночество» — ваби (вивикта дхарма). Суть его состоит в особом состоянии отрешённости, пассивности человека, когда он не вовлечён в движение, чаще суетливое и не наполненное каким-либо серьёзным смыслом, внешнего мира. Ваби ведёт нас к понятиям отшельничества, к ведению образа жизни затворника, — человек не просто пассивен, но сознательно выбирает путь ухода от суетливой жизни, уединяясь в своей скромной обители. Отрешение от материального мира помогает на пути к просветлению, к обретению истинной, простой жизни. Отсюда возникновение идеала «бедности», поскольку излишние материальные заботы способны лишь отвлечь от состояния умиротворённой печали и помешать видеть окружающий мир в его изначальной красоте. Отсюда и минимализм, когда для того, чтобы ощутить прелесть весны, достаточно увидеть пробивающиеся из-под снега травинки, без необходимости лицезреть пышное цветение сакуры, сход снегов и буйство весенних ручьёв.
Глупый человек имеет много вещей, чтобы беспокоиться о них. Те, кто делают искусство источником обогащения,… не способны сохранить своё искусство живым.Басё.
Характерный отказ от общепринятой этики, свойственный дзэн, тем не менее не означает её отсутствие. В японской культуре этика в дзэн нашла воплощение в ритуальных формах, через которые и происходит выражение, хотя и весьма скупое, отношения к окружающему миру и людям. Соответствующие представления нашли воплощение в японском эстетическом мировоззрении ваби-саби.
Проживание в скромной хижине — это не только и не столько следование своим желаниям, это, что важнее, непосредственно путь творчества, находящий выражение в поэзии.

| Юки-но аса Хитори карадзакэ-о Камиэтари | Снежное утро. Один сушёную кету Жую. |Басё.
Басё утверждал что не попробовав пройти тем же путём что он сам, не получив тот же жизненный опыт, жизни в скитаниях, не почувствовав на собственной «шкуре» те же жизненные трудности и испытания что он сам, читающий его стихи не поймёт их истинный смысл.

| 旅寝して、 我が句を知れや、 秋の風 |  | Табинэситэ Вага ку-о сирэя Аки-но кадзэ |  | Как свищет ветер осенний! Тогда лишь поймете мои стихи, Когда заночуете в поле. |Басё.

Количество стихов, в которых звучит тема бедности, созданных Басё в период 1680—1682 годов, весьма значительно. Скромные, а иногда и просто тяжёлые условия жизни не обязательно означали тяжёлого душевного состояния самого поэта. Напротив, в попытках найти гармонию в себе и выразить в своём творчестве гармонию окружающего мира, Басё сохраняет спокойствие, и максимум его горя — это часто грусть и печаль. Друзья Басё, посещающие поэта в его хижине, видели в нём доброго и радушного хозяина, готового поделиться с ними хайку, полных беззаботности и лёгкости. И если считать богатством не наличие материальных ценностей, а глубину отзывчивости и радушия по отношению к людям, то объяснение понятия «ваби» как «красоты бедности» или «роскошной бедности» применимы к Басё и его творчеству в полной мере.
Ещё одним признаком редуцированной этики в дзэн, что проявился и в поэзии японца, можно считать использование юмора в описании различных явлений окружающего мира. Басё способен улыбнуться там, где, казалось бы надо выказать сострадание или жалость, или же смеётся там, где другой бы испытал сомнительное умиление. Отстранённость и спокойная созерцательность — именно они позволяют художнику веселиться в различных непростых ситуациях. Как замечал философ Анри Бергсон, «…отойдите в сторону, посмотрите на жизнь как равнодушный зритель: много драм превратится в комедию». Равнодушие или, иначе говоря, нечувствительность — уходят корнями в дзэн, но упрекнуть Басё в равнодушии вряд ли возможно, поскольку для него смех — это способ преодолеть невзгоды жизни, и собственной в том числе, и главное — действительно умение посмеяться над самим собой, иногда даже весьма иронично, описывая тяжёлую жизнь в странствиях:

| Номи сирами Ума-но ситосуру Макура мото | Блохи, вши, Лошадь мочится У изголовья. |Басё.
Хотя в литературном направлении хайкай категория комического отдельно не сформулирована, очевидно, что она является существенной частью эстетики хайкай. Корни её уходят к традиции «окаси», зародившейся в ранний период японской литературы.
Принцип «вечного одиночества», освобождая творца от суеты мира, ведёт его по дороге от утилитарных интересов и целей к своему высшему предназначению. Таким образом, творчество обретает сакральный смысл, оно становится ориентиром на жизненном пути. От развлечения, каким оно было в юности, от способа добиться успеха и получить признание, одержав победу над соперниками, каким оно представлялось в годы расцвета, в поздние годы взгляд поэта на занятие поэзией изменяется к той точке зрения, что именно оно и являлось его истинным предназначением, именно оно вело его по жизненному пути. Желание освободить этот сакральный смысл от каких бы то ни было признаков меркантильности, защитить его, заставляет Басё писать в послесловии к поэтическому сборнику «Минасигури» («Пустые каштаны», 1683): «Ваби и поэзия (фуга) далеки от повседневных нужд. Это изглоданные жучками каштаны, которых люди не подобрали при посещении хижины Сайгё в горах».
В 1694 году Басё в возрасте 50 лет за три месяца до своей смерти написал одну из последних хайку, в которой он описал чувство близости конца  своей жизни, он внезапно почувствовал, что как будто резко постарел.

| この秋は、 何で年寄る、 雲に鳥 |  | Коно аки-ва Нан-дэ тосиёру Кумо-ни тори |  | Отчего я так сильно Этой осенью старость почуял? Облака и птицы. |Басё

В мае 1694 года Басё покинул Эдо и отправился в путешествие на запад в Осаку, чтобы урегулировать спор между двумя своими учениками. Во время путешествия Басё заболел. День ото дня его состояние ухудшалось. Как считается за четыре дня до своей смерти, Басё написал прощальную, последнюю хайку в своей жизни. Чувствуя близость смерти, в ней он честно выражает свою одержимость «путешествиями» и хайку, хоть он слёг во время путешествия, в своём беспросветном сне он все еще бежит по иссохшим зимним полям.

| 旅に病んで 夢は枯野を かけ迴る |  | Таби-ни яндэ Юмэ-ва карэно-о Какэ мэгуру |  | В пути я занемог. И всё бежит, кружит мой сон По выжженным полям. |Басё

## Память
В честь Басё назван кратер на Меркурии.